# Resolutie 2362 Veiligheidsraad Verenigde Naties
Resolutie 2362 van de Veiligheidsraad van de Verenigde Naties werd met unanimiteit van stemmen aangenomen door de VN-Veiligheidsraad op 29 juni 2017. De resolutie verlengde de maatregelen tegen de illegale aardolie-export uit Libië tot in november 2018. Deze maatregelen golden vanaf dan ook voor geraffineerde aardolieproducten.

## Standpunten
De Egyptische vertegenwoordiger zei dat de maatregelen in verband met het uitvoerverbod gebaseerd moesten zijn op betrouwbare informatie. De waarde van de oliesmokkel uit Libië werd geschat op circa 325 miljoen euro op jaarbasis. Egypte wilde ook het wapenembargo tegen het regeringsleger opheffen. Het was immers de enige organisatie in het land die kon optreden tegen terrorisme.
Libië zelf was teleurgesteld omdat de sancties voor grote financiële verliezen zorgden. Het – dixit de Libische vertegenwoordiger geheel onterecht – bevriezen van de fondsen van de Libische Investeringsinstelling had een verlies van meer dan een miljard dollar veroorzaakt. Al 's lands financiële instellingen waren in gevaar, maar waarschuwingen aan de Veiligheidsraad over de mogelijke "ramp" waren in dovemansoren gevallen. Het expertenpanel had aanbevolen de bevroren tegoeden te herinvesteren in Libië, maar dat was niet in acht genomen.

## Achtergrond
Na de val van het regime van kolonel Qadhafi in 2011 werd een nieuw Algemeen Nationaal Congres verkozen om het land te besturen. De oppositie tegen het door islamisten gedomineerde congres was echter groot. Toen het congres begin 2014 zijn eigen legislatuur verlengde, begon een legergeneraal een militaire campagne. Daarop volgden alsnog verkiezingen en kwam de Raad van Volksvertegenwoordigers aan de macht. De islamisten hadden bij die verkiezingen een zware nederlaag geleden, en bleven vasthouden aan het congres. Milities gelieerd aan beide kampen, islamisten en Islamitische Staat bevochten elkaar, en zo ontstond opnieuw een burgeroorlog. Eind 2015 werd een politiek akkoord gesloten waarbij een tijdelijke regering van nationaal akkoord werd gevormd.

## Inhoud
De regering van nationaal akkoord moest maatregelen nemen tegen de illegale uitvoer van aardolie en geraffineerde producten door schaduwoverheidsinstellingen die niet onder de erkende regering van nationaal akkoord ressorteerden. Deze instellingen maakten deel uit van niet-erkende parallelle regeringen, die geen deel uitmaakten van het in 2015 gesloten akkoord. Daartoe moest men toezicht gaan houden op de nationale oliemaatschappij, de centrale bank en de nationale investeringsmaatschappij.
De middels resolutie 2146 genomen maatregelen tegen deze illegale uitvoer werden verlengd tot 15 november 2018. Landen moesten schepen die op de zwarte lijst van het sanctiecomité stonden uit hun havens weren, en mochten verdachte schepen op zee inspecteren. Het expertenpanel dat toezag op de sancties tegen Libië werd tot dezelfde datum verlengd.
De regering van nationaal akkoord mocht nog steeds uitzonderingen vragen op het wapenembargo om de eigen veiligheidsdiensten te bewapenen in de strijd tegen Islamitische Staat, Ansar al-Sharia en andere aan Al Qaida gelieerde terreurgroepen. Gevraagd werd dat het beheer van de wapens verder werd verbeterd.
Het reisverbod en de financiële sancties die golden tegen eenieder die de vrede, stabiliteit of veiligheid in Libië bedreigde, werden uitgebreid naar zij die aanvallen tegen VN-personeel, waaronder de leden van het expertenpanel, voorbereidden of pleegden.
Lijst ·  2337 ·  2338 ·  2339 ·  2340 ·  2341 ·  2342 ·  2343 ·  2344 ·  2345 ·  2346 ·  2347 ·  2348 ·  2349 ·  2350 ·  2351 ·  2352 ·  2353 ·  2354 ·  2355 ·  2356 ·  2357 ·  2358 ·  2359 ·  2360 ·  2361 ·  2362 ·  2363 ·  2364 ·  2365 ·  2366 ·  2367 ·  2368 ·  2369 ·  2370 ·  2371 ·  2372 ·  2373 ·  2374 ·  2375 ·  2376 ·  2377 ·  2378 ·  2379 ·  2380 ·  2381 ·  2382 ·  2383 ·  2384 ·  2385 ·  2386 ·  2387 ·  2388 ·  2389 ·  2390 ·  2391 ·  2392 ·  2393 ·  2394 ·  2395 ·  2396 ·  2397